# 러시아계 핀란드인
러시아계 핀란드인들은 핀란드에 거주하는 러시아인들을 의미한다. 핀란드에는 러시아어를 모국어로 삼는 사람들이 5만명이며, 핀란드 인구의 0.9%를 차지한다. 러시아 제국령 핀란드 대공국 시절에 핀란드인들은 핀란드 국적을 유지하고 있었다. 하지만 러시아인들은 핀란드로 이주하는 것이 허용되지 않았다. 1917년에 핀란드가 독립할 때까지, 핀란드에는 6천명의 러시아 이주민 이외에도 4만명의 러시아 군인들이 주둔하고 있었다. 1917년에 러시아 혁명이 시작되면서 일부 러시아인들은 핀란드로 이주하기 시작했다. 1922년에는 3만 3,500명의 러시아인들이 핀란드에 거주했다. 나머지 다른 사람들은 거의 대부분이 유럽의 다른 국가로 이주했다. 소련 붕괴 때에는 러시아의 잉그리아 핀란드인과 핀란드인들을 포함한 러시아인들이 핀란드로 이주를 시작했다.

## 유명한 러시아계 핀란드인
- 키릴 바비친, 음악가
- 사미 바비친, 음악가
- 알렉세이 에레멩코, 축구 선수
- 로만 에레멩코, 축구 선수
- 조지 드 고진스키, 작곡가
- 빅토르 클리멘코, 배우